# Tsukubamirai
Tsukubamirai („Tsukuba-Zukunft“; japanisch つくばみらい市, japanisch Tsukuba-mirai-shi ‚(kreisfreie) Stadt Tsukuba-mirai‘) ist eine kreisfreie Stadt in der Präfektur Ibaraki in Japan.

## Geographie
Tsukubamirai liegt nördlich von Kashiwa und südlich von Tsukuba.

## Geschichte
Die Stadt wurde am 27. März 2006 aus den Gemeinden Ina (伊奈町, -machi) und Yawara (谷和原村, -mura) des Landkreises Tsukuba gegründet.

## Verkehr
- Straße:
  - Jōban-Autobahn nach Tōkyō oder Iwaki
- Bahn:
  - Tsukuba Express (TX) nach Akihabara oder Tsukuba

## Persönlichkeiten
- Mamiya Rinzō (um 1775–1844), Seefahrer, Kartograf
- Yūsaku Toyoshima (* 1991), Fußballspieler

## Angrenzende Städte und Gemeinden
- Tsukuba
- Toride
- Moriya
- Ryūgasaki
- Jōsō